# 귄터 바이젠보른
귄터 바이젠보른(Günther Weisenborn, 1902년 7월 10일 ~ 1969년 3월 26일)은 독일의 극작가다.
2차대전 전부터 반전극(反戰劇)인 〈U보트 S4〉 등을 써서 반나치 저항운동을 계속했다. 전후에는 서독에서 〈비합법적인 사람들〉〈세 사람의 신사들〉〈두 천사가 내려오다〉〈읽어버려서〉와 핵실험을 반대하는 합창극 등을 발표하여 반전적 정치자세를 취하고 있다.